# Hamilkar Barkas
Hamilkar Barkas (punsky ḥmlqrt, což znamená „bratr Melkarta“; kolem 270 př. n. l. – 228 př. n. l.) byl kartaginský politik a generál, jenž položil základy koloniální říše Kartága na Pyrenejském poloostrově. Hamilkar proslul jako výtečný vojevůdce na třech různých bojištích: ke konci první punské války působil jako vrchní velitel kartaginských vojsk na Sicílii, následně potlačil povstání žoldnéřů v severní Africe a později si podrobil velké části Hispánie. Římané ho pro jeho rychlé a nečekané přepady nazývali „Blesk“, punsky Baraq. Podle tohoto přízviska byli jeho synové Hannibal, Hasdrubal a Mago, stejně jako někteří jeho stoupenci (především Hasdrubal zvaný Sličný), označováni jako Barkovci.

## Vývoj první punské války na Sicílii
Hamilkar se proslavil v závěrečných letech první punské války, která probíhala mezi Římany a Kartaginci od roku 264 př. n. l. Řím během ní dobyl řadu měst na Sicílii (Messana, Akragás, Panormos), jeho kontrola nad ostrovem nebyla však zabezpečena, dokud si Kartágo udržovalo předmostí v nejzazším západním koutě Sicílie. Na počátku 40. let 3. století př. n. l. Římané zahájili obléhání měst Lilybaeum (dnešní Marsala) a Drepanon (Trapani), jejichž odpor byl však podporován posilami z Kartága, které si prozatím uchovalo svoje postavení silné námořní mocnosti schopné prolomit římské snahy o zablokování obou přístavů.
V roce 249 př. n. l. se římský konzul Publius Claudius Pulcher pokusil odříznout obléhaná města od zásob z Afriky a napadl kartaginské loďstvo u Drepana. V bitvě byl ale poražen kartaginským admirálem Adherbalem. Další konzul, Lucius Junius Pullus, přišel o svoji flotilu v bouři, i přesto se mu podařilo zmocnit se strategicky významné pevnosti na hoře Eryx, nedaleko Drepana, čímž izoloval přístavy od zbytku ostrova.
Obě válčící strany byly v této době válkou již značně vyčerpány. Řím po předchozí ztrátě svých lodí neměl dostatek finančních prostředků k výstavbě nové flotily, zatímco Kartágo se koncentrovalo na boj proti kočovným kmenům ve vnitrozemí Afriky, nad nimiž zvítězil Hanno Veliký. Zpětně lze říci, že právě v tomto okamžiku se Kartágo připravilo o možnost přivést válku s Římany ke zdárnému konci. Jelikož Římané postrádali lodě, Kartaginci mohli podniknout útok na libovolném místě Sicílie. Navíc je pravděpodobné, že v případě opětovného dobytí Panorma (Palermo), by Řím byl nucen přistoupit na kartaginské mírové návrhy.
Bezvýchodná situace na Sicílii skončila po příchodu Hamilkara Barky na ostrov v roce 246 př. n. l. Již o rok dříve provedl Hamilkar úspěšný nájezd na pobřeží Itálie a nyní udeřil v týlu římských linií, když se jeho vojáci vylodili západně od Panormu a obsadili horu jménem Heirkte (v současnosti Monte Pelegrino severozápadně od Palerma). Další tři roky Hamilkar napadal římské oddíly, pustošil okolní krajinu a mnohokrát se střetl s nepřítelem. Navíc pokračoval v nájezdech do tak vzdálených míst, jako byly Kúmy nebo Katana (Catania). V roce 244 př. n. l. náhle zaútočil na římská opevnění na hoře Eryx, která padla do jeho rukou, nicméně nebyl schopen prolomit obležení Drepana. Jeho úspěchy mu sice zajistily značnou popularitu v Kartágu, ovšem jeho vojenské operace nakonec nic nezměnily na přetrvávajícím nerozhodném vývoji bojů na Sicílii. Obléhání obou přístavů pokračovalo i nadále. Římané se pomalu ale jistě blížili ke svému cíli a ani Kartágo, ani Hamilkar jim v tom nemohli nijak účinně zabránit.
Římané, doufající ve vítězství ve válce, byli nyní přesvědčeni, že rozhodnutí může padnout na moři a po letech váhání proto vybudovali nové loďstvo. V létě 242 př. n. l. se 200 římských lodí pod velením konzula Gaia Lutatia Catula vypravilo směrem k Drepanu. Římský útok se nezdařil, avšak přítomnost římských námořních sil znemožňovala účinné zásobování města. V březnu 241 př. n. l. tudíž z Kartága na východ vyplula flotila, jež měla rozdrtit Římany. Po porážce Kartaginců v bitvě u Aegatských ostrovů, byl však osud punských měst na Sicílii zpečetěn.
Kartaginský senát, který se chtěl vyhnout ponižující kapitulaci, pověřil Hamilkara vyjednáním mírové smlouvy. Ten pak tuto „poctu“ svěřil kartaginskému veliteli Lilybaea. Výsledkem byla celkem mírná dohoda: Sicílie měla být předána Římanům, Kartágo nesmělo napadnout římského spojence Syrakusy, muselo vydat všechny válečné zajatce a zaplatit vysoké válečné reparace. Ovšem lidové shromáždění v Římě tyto podmínky nepřijalo a vystupňovalo římské nároky. Podle nich muselo Kartágo Římanům odevzdat ještě několik menších ostrovů při březích Sicílie a rovněž válečná pokuta byla navýšena.

## Povstání žoldnéřů v Africe
Finanční těžkosti Kartagincům znemožnily zaplatit ohromnému množství žoldnéřů, kteří se právě vrátili do Afriky, jejich odměnu. V důsledku toho vypukla v Africe rozsáhlá vzpoura. Nesourodá skupina Řeků, Iberů, Galů, Libyjců a vojáků z baleárských ostrovů, jíž veleli někdejší italský otrok Spendius a Libyjec jménem Matho, vyrazila k Tunisu. Kartaginský senát vyslal k povstalcům delegaci, avšak rebelové její členy zajali a krutým způsobem umučili k smrti.
Ke vzpouře žoldnéřů se záhy přidružilo povstání domorodých kmenů, což Kartágo zásadním způsobem oslabilo. Zoufalí Kartaginci vyslali armádu k vyproštění dosud loajálního města Utica, které bylo ohrožováno povstalci. Hanno Veliký, jenž velel kartaginským silám, byl však odražen. Za této situace byl druhým generálem ustaven Hamilkar Barkas. Tomu se podařilo rozdrtit vzbouřence u řeky Bagradas (Medžerda), načež se vydal pronásledovat Spendia. Hamilkarův pokus ukončit válku projevením shovívavosti ale neuspěl, neboť Spendius nařídil popravit všechny zajatce. Už tak velice krutý konflikt byl poté veden s ještě větší brutalitou. Utica mezitím padla do rukou povstalců, kteří následně vyrazili ke Kartágu, které ale kvůli chybějícímu námořnictvu nebyli schopni obsadit.
V téže době nastal obrat ve vývoji války, když Hamilkar porazil Spendia a byl jmenován jediným velitelem vojska. V jeho pokusu o prolomení obležení Kartága mu ale zabránil Matho. Koncem roku 239 př. n. l. musel Hamilkar upustit i od znovu dobytí Tunisu. V zimě téhož roku Kartaginci reorganizovali svoji armádu. Následujícího jara pak Hamilkar a Hanno společným útokem přinutili vzbouřence k pozvolnému ústupu na jih k městu Leptis Minor. Zde se obě vojska střetla v rozhodující bitvě, v níž byl Matho poražen a zabit.
Během války Římané podporovali Kartagince, když se však konflikt s žoldnéři chýlil ke konci, Římané zcela nečekaně odňali Kartágu vládu nad Sardinií. Stalo se tak na základě ustanovení mírové smlouvy, která byla v otázce ostrovů, jež mělo Kartágo přenechat Římu, poměrně nejasně formulovaná. Žoldnéři, kteří opanovali Sardinii, měli pochopitelně obavy z odvety Punů, takže se obrátili na Římany o pomoc. Ti poté ostrov zcela nezastřeně okupovali. Když Kartágo proti jejich postupu protestovalo, vyhlásili mu válku. Vyčerpaným Kartagincům nezbývala jiná možnost než požádat o mír. Římané souhlasili, vynutili si však vydání Sardinie a Korsiky a k tomu ještě zaplacení 1200 talentů stříbra.
Hamilkaru Barkovi i Hannonovi Velikému bylo nyní zřejmé, že v námořnictvu již budoucnost Kartága neleží. Avšak ve věci směřování další expanze se jejich postoje rozcházely. Hanno preferoval výboje v Africe, zatímco Hamilkarovi bylo uděleno velení výpravy do Ibérie. Jeho hlavním spojencem v této záležitosti byl jeho zeť Hasdrubal Sličný, který měl značný vliv na kartaginskou politiku. Často je zmiňováno, že Hamilkar a Hasdrubal usilovali více hájit zájmy prostých lidí, naproti tomu Hanno hleděl především na prospěch velkých pozemkových vlastníků.

## Tažení v Ibérii
V roce 237 př. n. l. přistál Hamilkar doprovázený Hasdrubalem a svými třemi syny v Gadesu (Cádiz), odkud započal svoji vojenskou kampaň, jejímž cílem bylo podmanění Ibérie. Tato země a obzvláště její jižní část (dnešní Andalusie) byla extrémně úrodná a nacházela se tu bohatá naleziště stříbra. Hamilkar zřejmě snil o obnovení války proti proradným Římanům. Spolu s Hamilkarem se na dobývání Hispánie podílel i Hasdrubal, který, ačkoli se později vrátil do Afriky, pokračoval v podpoře svého tchána, zvlášť když do Kartága začalo proudit bohatství z Ibérie.
Kvůli nedostatku pramenů je obtížné rekonstruovat popis kartaginských výbojů v Ibérii, nicméně zdá se, že Punové ovládli nejprve údolí řeky Guadalquivir. V průběhu další fáze výbojů založili Kartaginci v Hispánii své hlavní město – Leuke Akra (patrně dnešní Alicante). V roce 231 př. n. l. dorazil k Hamilkarovi římský velvyslanec, kterému prý Kartaginec sdělil, že zde nebojuje proti římským spojencům, nýbrž že se snaží získat pro Kartágo zlato k uhrazení římské kontribuce. Římané byli uchlácholeni tímto vysvětlením a rozhodli se nezasahovat.
Patrně v roce 228 př. n. l. se Hamilkar pokusil ovládnout přístav Helike (Elche), obyvatelé města ovšem obdrželi posily od Iberů, načež Punové zanechali obléhání. Během následného ústupu se Hamilkar utopil v dravé řece. Jeho nástupcem se stal Hasdrubal Sličný. Když taktéž ten v roce 221 př. n. l. zemřel, byl velitelem kartaginské armády v Ibérii jmenován Hamilkarův syn Hannibal. O tři roky později vyprovokoval válku s Římem, v níž mu výrazně pomáhali jeho bratři Hasdrubal Barkas a Mago. Bez velké nadsázky lze proto říct, že bez Hamilkara, který Kartágu poskytl tři výtečné velitele a získal pro něho koloniální říši v Ibérii, by druhá punská válka nebyla možná.